# キッピーモール
キッピーモール（Kippy Mall）は、兵庫県三田市駅前町にあるショッピングセンター。正式名称は三田駅前一番館（さんだえきまえいちばんかん）。運営会社は三田地域振興株式会社。
ペデストリアンデッキでJR福知山線三田駅に直結している。2005年（平成17年）から2021年（令和3年）までの中核店舗は百貨店の三田阪急。

## 沿革
- 2005年（平成17年）9月15日 - 三田駅前再開発事業の核をなす商業施設として開業[1]。開店時の中核店舗は百貨店の三田阪急[2]。
- 2021年（令和3年）8月1日 - 2階の三田阪急が閉店[3]。コロナ禍による売上減少が理由[3]。
- 2022年（令和4年）6月 - 2階にスターバックスコーヒーが開店[4][5]。スタバは三田市2店舗目。
- 2022年（令和4年）12月2日 - 2階に無印良品が開店[5]。無印良品は三田市初出店[5]。

## フロア構成
| 階  | 店舗                                    |
| --- | --------------------------------------- |
| 6階 | 三田市まちづくり協働センター            |
| 5階 | 歯科医院・学習塾・語学スクールなど      |
| 4階 | アバンティブックセンター・Seria・専門店 |
| 3階 | しまむら・アベイル                      |
| 2階 | 無印良品・スターバックスコーヒー        |
| 1階 | 阪急オアシス                            |

## 交通アクセス
- JR福知山線・神戸電鉄三田線三田駅から徒歩1分。
- 中国自動車道・六甲北有料道路神戸三田ICから車で10分。